# Hiraea sphaerandra
Hiraea sphaerandra är en tvåhjärtbladig växtart som först beskrevs av Henry Hurd Rusby, och fick sitt nu gällande namn av Franz Josef Niedenzu. Hiraea sphaerandra ingår i släktet Hiraea och familjen Malpighiaceae. Inga underarter finns listade i Catalogue of Life.